# Gloster Meteor
Глостер Метеор (англ. Gloster Meteor) — первый британский реактивный истребитель, единственный реактивный самолёт союзников, принимавший участие во Второй мировой войне.

## История

### «Meteor» F.Mk I
Первые прототипы, под названием Gloster Pioneer, были разработаны в 1941 году, опытный Gloster Meteor Mk.I свой первый полёт совершил 15 мая 1941 года. На нём стояли два двигателя конструкции Френка Уиттла. К 1944 году самолёт был доработан, испытан и принят на вооружение Королевских ВВС Великобритании 12 июля 1944 года. Первой серийной модификацией стал «Метеор» F.I (он же G.41A), его опытный образец, модель её 210/G, взлетел в январе 1944 года. F.I считался переходной моделью к F.III, который собирались строить в массовых количествах. Первую партию серийных самолётов составили 20 истребителей Gloster G.41A Meteor F.Mk I, снабженных двигателями W.2B/23C Welland и с незначительными улучшениями в конструкции планера, в том числе с новым фонарём, дававшим пилоту улучшенный обзор.
Первые боевые вылеты состоялись 27 июля 1944 года, и вскоре Метеоры перехватили и сбили 2 самолёта-снаряда Фау-1 (всего ими было сбито 14 таких аппаратов). Далее часть их (616-я эскадрилья) была снята с боевого дежурства и при помощи новых машин отрабатывалась тактика противодействия нападениям немецких реактивных истребителей на построения бомбардировщиков.

### «Meteor» F.Mk III
Поставленные в январе 1945 г. самолёты Метеор F.Mk III (пропущенный F.Mk II существовал в единственном экземпляре) были последними, принявшими участие в войне. Они имели увеличенный запас топлива и скользящий цельноштампованный фонарь кабины (внешне F.III легко можно отличить именно по новому сдвигающемуся, а не откидывающемуся вбок, как раньше, фонарю). Всего было построено 210 Метеоров.
Все эти машины перевели в 616-ю эскадрилью. В январе 1945 г. это подразделение перевели в окрестности Бата, где она завершила перевооружение, а 20 января первое звено истребителей пересекло Ла-Манш и село в расположении 84-й авиагруппы под Брюсселем. К концу месяца там собралась вся 616-я эскадрилья. Реактивные самолёты считались техникой особой секретности и на их боевое применение накладывалось множество ограничений — например, строжайше запрещалось пересекать линию фронта во избежание захвата машины противником. Фактически, допускался лишь перехват немецких самолётов в тылу союзников. Но в условиях полного господства англо-американской авиации, люфтваффе не проявляли большой активности в воздухе и ни одного воздушного боя «Метеоры» не провели. С начала весны «Метеорам» эскадрильи (совместно с переброшенной на континент 504-й) разрешили вылеты вглубь Германии на «свободную охоту», но не на самолёты противника, а на автомобили и поезда. Больших боевых успехов ни за той, ни за другой не числилось. Обе эскадрильи благополучно закончили войну, лишь 616-я потеряла два «Метеора» вместе с пилотами: машины столкнулись в облачности при возвращении с задания.

### «Meteor» F.Mk IV
Meteor F.4 появился на свет в результате трёх отдельных исследований, которые были начаты в 1944 году, вскоре после поставки первых самолётов Meteor F.1 606 эскадрилье ВВС Великобритании.
Отделение аэродинамики Королевского авиационного института в Фарнборо изучало возможности улучшения характеристик самолёта при больших скоростях полёта. Испытания в аэродинамической трубе показали отрыв воздушного потока вокруг гондол двигателей на скорости в 0,75 Маха (сильное увеличение лобового сопротивления и усиление вибраций). Дальнейшие опыты показали, что срыва можно избежать, если увеличить длину гондол спереди и сзади крыла. В ноябре 1944 года прошли полномасштабные испытания увеличенных гондол на прототипе EE211, которые показали значительное улучшение лётных качеств самолёта.
Другое исследование привело к созданию двигателя Derwent 5 — уменьшенной версии превосходного двигателя Nene, что дало самолёту удвоение тяги (по сравнению с двигателем Welland).
Прототип нового Метеора, EE360, созданный на базе Meteor F.3, совершил свой первый полёт 17 июля 1945 года. Он показал скорость на 179 км/ч большую, чем у обычного Meteor F.3. Испытания прошли настолько успешно, что решено было немедленно начать производство новой модификации под обозначением Метеор F.Mk 4.
Из-за увеличения скорости возросло и напряжение планёра. Разработчикам пришлось снижать его путём уменьшения каждого крыла на 85 сантиметров, что при уменьшении напряжения и сильного увеличения скорости крена, привело к увеличению скорости взлёта и захода на посадку, а также к уменьшению вертикальной скорости набора высоты.
7 ноября 1945 года специально подготовленный фирмой Глостер модифицированный самолёт Метеор F.Mk IV установил мировой рекорд скорости — 969,6 км/час.
Послевоенный выпуск не мог похвастаться скоростью, поэтому первые серийные образцы Meteor F.4 поступили в эскадрильи только в середине 1947 года, а полная замена устаревших Meteor F.3 в боевых частях произошла в 1948 году. ВВС Великобритании получили 465 самолётов в этой модификации.
Всего на заводе Gloster было построено 539 самолётов модификации F.4, ещё 44 машины были созданы на заводе Armstrong Whitworth (Armstrong Whitworth присоединилась к производству Метеоров в 1946 году).
F.4 стала первой модификацией Метеора, которую Великобритания экспортировала — она стояла на вооружении ВВС Аргентины, Дании, Египта, Бельгии и Нидерландов. До 1967 года она стояла также на вооружении и во вспомогательных ВВС Великобритании — вплоть до роспуска истребительных эскадрилий.
Модель Meteor Trainer (Тренер), совершившая свой первый полёт 19 марта 1948 года, имела удлинённый на 0,76 м фюзеляж самолёта F.Mk IV, что позволяло разместить вторую кабину. Самолёт был снабжён дублированной системой управления, не нёс вооружения и был заказан ВВС Великобритании под обозначением Метеор T.Mk 7. Всего было построено 712 таких самолётов.

### «Meteor» F.Mk 8
Самой многочисленной моделью (всего 1183 машин) был самолёт Метеор F.Mk 8, который совершил первый полёт 12 октября 1948 года. Он имел удлинённый фюзеляж, изменённое хвостовое оперение, дополнительный топливный бак объёмом 432 литра и цельноштампованный фонарь. Дополнительное оборудование включало в себя гироскопический прицел и катапультируемое кресло Martin-Baker. На нём были установлены турбореактивные двигатели «Дервент 8» тягой 1633 кг, что позволяло развивать предельную скорость почти 966 км/час.

## Боевое применение и эксплуатация

### Захват «Метеора»
5 сентября 1950 года истребитель Gloster Meteor T.7 (с/н WA695) ВВС Великобритании во время полёта над ФРГ, попав в сложные погодные условия произвёл вынужденную посадку у н.п. Редефин (ГДР). Английского пилота капитана Д. Драйвера советские войска задержали и освободили через некоторое время, а самолёт конфисковали.

### Война в Корее
В составе 77-й эскадрильи Королевских ВВС Австралии участвовал в Корейской войне. Во время этой войны пилоты ВВС Австралии действовали в составе групп истребителей ВВС США, которые осуществляли боевое прикрытие стратегических бомбардировщиков В-29.
В ходе воздушных боёв в ходе войны только в боях с истребителями пилотируемыми советскими пилотами было заявлено сбитыми 26—28 самолётов Gloster Meteor, в том числе 9 в одном бою 1 декабря 1951 года, когда реальные потери австралийцев составили всего 3 самолёта; советские лётчики считали сбитым почти каждый атакованный «Метеор», в то время как большинство «Метеоров» только уходило из-под атаки нисходящими манёврами. При этом ни одного советского самолёта «Метеорам» сбить не удалось.
Уже к середине войны стало ясно, что истребители Meteor в воздушных боях оказались значительно слабее МиГ-15.
В 1952—1953 годах австралийцы заявили о 3 сбитых и 2 повреждённых МиГ-15, а сами потеряли 1 «Метеор» повреждённым, но предполагалось, что сбитые «МиГи» пилотировались не советскими, а неопытными китайскими лётчиками. Китайские лётчики в свою очередь заявляли о сбитии двух «Метеоров». В 1952—1953 годах известно по меньшей мере 3 случая поражения «Метеоров» в воздушных боях (2 уничтожено и 1 повреждён) с указанной подтверждающей информацией о пилотах или серийных номерах. В первом случае, 11 мая 1952 года в результате боя с «МиГом» был потерян «Метеор» с бортовым номером A77-385. Во втором случае, 2 октября этого же года в результате боя с советским «МиГом» был потерян «Метеор» с британским пилотом Оливером Крукшанком, который погиб. В третьем, 27 марта 1953 года в результате боя с китайским «МиГом» был тяжело повреждён «Метеор» австралийца Ирлама.
По официальным данным Австралии в ходе войны было потеряно 54 истребителя «Метеор» из 90 задействованных.

### «Освободительная революция»
Самолёты Meteor F.4 активно применялись во время «Освободительной революции» в Аргентине в 1955 году.
16 июня 1955 года самолёты «Метеор»  революционеров участвовали в бомбардировке площади Мая в результате которой погибло большое количество людей, при этом разбился один такой самолёт, а его лётчик сбежал в другое государство.
Во время второй попытки восстания в сентябре этого же года, по меньшей мере 3 истребителя «Метеор» было захвачено революционерами. 16 сентября «Метеор» лоялистов был сбит во время атаки на корабли восставших. В этот же день произошёл воздушный бой между «Метеором» лоялистов и SNJ-4 «Тексаном» революционеров, в результате боя «Тексан» был сбит. 19 сентября во время стоянки взорвался один из «Метеоров», захваченных восставшими, пилот лейтенант Морандини погиб.
Таким образом, известно о трёх потерянных «Метеорах» в этом конфликте.

### Суэцкий кризис
Применялись обеими сторонами.
6 ноября 1956 года британский бомбардировщик Canberra во время разведывательной миссии в районе ливано-сирийской границы был сбит сирийскими истребителями Meteor. Из трёх членов экипажа, двум британцам удалось выпрыгнуть из горящего самолёта, третий флайт-офицер Рой Уркухарт-Пуллен погиб.

## Тактико-технические характеристики
Приведенные характеристики соответствуют модификации F.Mk.IV.
Источник данных: Partridge, 1970; James, 1971.

Технические характеристики
- Экипаж: 1
- Длина: 12,5 м
- Размах крыла: 11,33 м
- Высота: 3,3 м
- Площадь крыла: 32,5 м²
- Профиль крыла: E.C.1240 — корень крыла, E.C.1040 — законцовка крыла
- Коэффициент удлинения крыла: 3,9
- База шасси: 4,06 м
- Колея шасси: 3,23 м
- Масса пустого: 4562 кг
- Нормальная взлётная масса: 6800 кг
- Максимальная взлётная масса: 8440 кг
- Объём топливных баков: 1480 л (+ 1728 л в ПТБ)
- Силовая установка: 2 × ТРД Rolls-Royce Derwent[англ.] 5
- Тяга: 2 × 15,6 кН (1587 кгс)

Лётные характеристики
- Максимальная скорость:  
  - на высоте: 790 км/ч на 12 190 м
  - у земли: 940 км/ч
- Крейсерская скорость:  
  - на высоте: 855 км/ч на 9150 м
  - у земли: 870 км/ч
- Скорость сваливания: 165 км/ч
- Посадочная скорость: 200 км/ч
- Практическая дальность: 670 км / 1610 км (без/с ПТБ)
- Практический потолок: 13 563 м
- Абсолютный потолок: 14 900 м
- Скороподъёмность: 38 м/с
- Время набора высоты:
  - 9150 м за 5 мин.
  - 12190 м за 8 мин.
- Нагрузка на крыло: 202 кг/м²
- Тяговооружённость: 0,47
- Длина разбега: 760 м
- Длина пробега: 910 м

Вооружение
- Стрелково-пушечное: 4 x 20 мм British Hispano с 780 патронами